# Conus honkeri
Conus honkeri é uma espécie de gastrópode do gênero Conus, pertencente à família Conidae.